# P.O.E. Poetry of Eerie
P.O.E. Poetry of Eerie è un film horror italiano del 2011, basato sui racconti di Edgar Allan Poe.

## Il film
Si tratta di un film a episodi diretto da vari registi, dedicato allo scrittore statunitense Edgar Allan Poe; Gli autori interpretano in modo personale e moderno alcuni dei più famosi racconti dello scrittore. Il film è caratterizzato da un'eterogeneità stilistica in cui l'unico filo conduttore di tutte le storie è proprio la paternità di Edgar Allan Poe. Tra i vari episodi, Il gatto nero diretto da Paolo Gaudio che è stato realizzato in claymation; Il giocatore di scacchi di Maelzel diretto da Domiziano Cristopharo che, insieme ad Angelo Campus, è uno dei fautori del progetto. L'episodio è stato sceneggiato da Andrea Cavaletto e interpretato dallo stesso Campus e dal tenore Luca Canonici. Tra gli altri attori Laura Gigante nell'episodio La sfinge, diretto da Alessandro Giordani.
I titoli di testa e di coda sono stati composti da Kristian Sensini, compositore che ha già collaborato con Domiziano Cristopharo.
Il film è stato distribuito nel 2012 in DVD in tutto il mondo dall'americana Elite Entertainment e nel 2013 nelle sale italiane da Distribuzione Indipendente.

## Versione italiana
Il film originale è stato realizzato inglese e successivamente doppiato in italiano. La versione italiana (2013), destinata alle sale cinematografiche, è proposta dalla casa di distribuzione Distribuzione Indipendente in una forma più breve che vede ridotto il numero degli episodi. Il film ha ottenuto il visto censura per la distribuzione italiana con la restrizione V.M.18.

## Episodi (versione integrale)
- Silenzio di Angelo e Giuseppe Capasso
- La sfinge di Alessandro Giordani
- Gli occhiali di Matteo Corazza
- Valdemar di Edo Tagliavini
- Il cuore rivelatore di Manuela Sica
- Gordon Pym di Giovanni Pianigiani e Bruno Di Marcello
- Il gatto nero di Paolo Gaudio
- La tomba di Ligeia di Simone Barbetti
- Il corvo di Rosso Fiorentino
- L'uomo della folla di Paolo Fazzini
- Berenice di Giuliano Giacomelli
- Il giocatore di scacchi di Maelzel di Domiziano Cristopharo
- Canto di Yumiko Itou